# Суперки, Франко
Франко Суперки (итал. Franco Superchi; род. 1 сентября 1944, Аллюмьере, Лацио) — итальянский футболист, вратарь.

## Карьера
Во взрослом футболе дебютировал в 1963 году в клубе «Тевере Рома», а уже в 1965 году начал выступать за «Фиорентину», где в первом же сезоне стал обладателем Кубка Италии. В своём четвёртом сезоне в составе команды завоевал вместе с ней титул чемпиона Италии, а в сезоне 1974/75 выиграл второй Кубок Италии.
В 1976—1980 годах защищал ворота «Эллас Вероны», а затем перешёл в «Рому». За четыре сезона в клубе Суперки вышел на поле лишь один раз на несколько минут в последней игре сезона 1982/83, в ходе которой «Рома» выиграла титул чемпиона Италии.
Завершил карьеру футболиста в 1985 году в клубе «Чивитавеккья».

## Достижения
«Фиорентина»
- Чемпион Италии: 1968/69
- Обладатель Кубка Италии: 1965/66, 1974/75
- Обладатель Кубка Митропы: 1965/66

«Рома»
- Чемпион Италии: 1982/83
- Обладатель Кубка Италии: 1980/81, 1983/84